# Estrup (Malt Sogn)
 For alternative betydninger, se Estrup. (Se også artikler, som begynder med Estrup)
Estrup er en herregård i Malt Sogn, Malt Herred, Ribe Amt. Estrup historie går tilbage til 1500-tallet, men den nuværende hovedbygning er fra 1721 og fredet. Den blev opført af kongelig overførster og vildtmester Hans Bachman.
|  | Denne artikel om en bygning eller et bygningsværk kan blive bedre, hvis der indsættes et (bedre) billede. Du kan hjælpe ved at afsøge Wikimedia Commons for et passende billede eller lægge et op på Wikimedia Commons med en af de tilladte licenser og indsætte det i artiklen. |

55°29′39″N 9°3′39″Ø / 55.49417°N 9.06083°Ø